# Mnihla

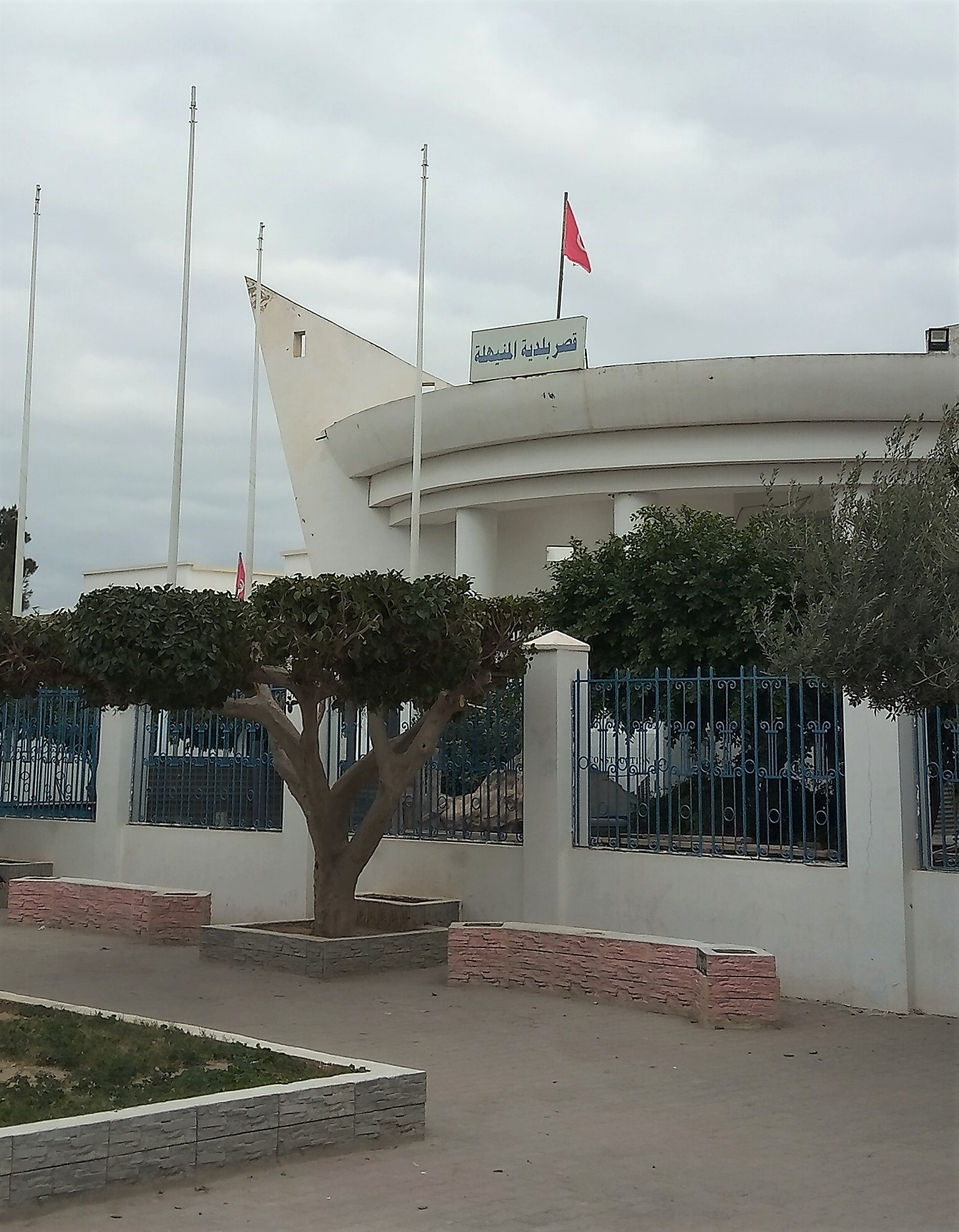
Fotografia de l'ajuntament de la ciutat.

Mnihla (àrab: المنيهلة, al-Mnīhla) és una ciutat de Tunísia, a la governació d'Ariana, situada uns 5 km a l'oest de la ciutat d'Ariana i a una distància similar de Tunis, de la que forma una de les ciutats de la rodalia. La població és al tomb del 25.000 habitants. És capçalera d'una delegació amb 35.500 habitants al cens del 2004.

## Administració
És el centre de la delegació o mutamadiyya homònima, amb codi geogràfic 12 57 (ISO 3166-2:TN-12), dividida en cinc sectors o imades:
- El Mnihla (12 57 51)
- Errafaha (12 57 52)
- En-Nasr (12 57 53)
- El-Bassatine (12 57 54)
- 15 octobre (12 57 55)

Fins al 2016 formà una circumscripció o dàïra (codi geogràfic 12 16 12) de la municipalitat o baladiyya d'Ettadhamen Mnihla (12 16), però el 26 de maig d'aquell any se n'independitzà pel Decret governamental 2016-600 de 26 de maig de 2016, relatiu a la creació de noves municipalitats a les governacions d'Ariana, Ben Arous, Sidi Bouzid, Gabès, Médenine, Gafsa i Kébili, tot prenent el codi geogràfic 12 17. La municipalitat s'estén pels cinc sectors o imades de la delegació o mutamadiyya.